# Narathura phalaereus
Narathura phalaereus är en fjärilsart som beskrevs av Hans Fruhstorfer 1914. Narathura phalaereus ingår i släktet Narathura och familjen juvelvingar. Inga underarter finns listade i Catalogue of Life.